# فرماندهی سایبری نیروی زمینی آمریکا
فرماندهی سایبری ارتش ایالات متحده آمریکا (انگلیسی: United States Army Cyber Command) یا (ARCYBER) یکی از بخش‌های فرماندهی راهبردی ایالات متحده آمریکا (USSTRATCOM) است که از طرف واحد فرماندهی امنیت سایبری ایالات متحده آمریکا برای تسلط اطلاعاتی بر عملیات فضای مجازی پشتیبانی می‌شود. این فرماندهی نقطه تماس مستقل ارتش با سازمان‌های خارجی در فضای مجازی و عملیات‌های اطلاعاتی است. این تنها نقطه تماس به این صورت انجام می‌شود که به یک فرمانده، مسئولیت فرماندهی فضای مجازی و ارتش دوم داده می‌شود. فرماندهی سایبری ارتش در ۱ اکتبر ۲۰۱۰ تأسیس شد. اولین فرمانده آن ژنرال ریت ا. هرناندز بود؛ فرمانده دوم او ژنرال ادوارد سی کاردون بود. از تاریخ ۱۴ اکتبر سال ۲۰۱۶، فرمانده فعلی ژنرال پل م. ناکاسون است. تا تاریخ ۱۴ اکتبر ۲۰۱۶ the current commander is Lt. Gen. Paul M. Nakasone.

## مأموریت
فرماندهی سایبری ارتش ایالات متحده جنگ الکترونیک، اطلاعات و عملیات سایبری را به صورت مجاز یا فرمان داده شده هدایت می‌کند تا از تأمین آزادی عمل در فضای سایبری و محیط اطلاعاتی مطمئن شده و از دسترسی مخالفان به آن جلوگیری کند.

## سازمان
ارتش سایبری، یکی از بخش‌های فرماندهی خدمات ارتش است که از طرف واحد فرماندهی امنیت سایبری ایالات متحده آمریکا پشتیبانی می‌شود.

### واحدهای تحت فرماندهی
- شبکه فرماندهی فناوری اطلاعات ارتش
- فرماندهی اطلاعات و امنیت ارتش (INSCOM) تحت کنترل عملیاتی ارتش سایبری برای اقدامات مرتبط با سایبری قرار خواهد گرفت.[۸][۹]
  - فرماندهی عملیات اطلاعاتی اول (زمینی) (IO IO CMD (L))
    - گردان یکم- پشتیبانی در صحنه، ارزیابی آسیب‌پذیری و تیمهای هشداری(OPSEC) را آموزش داده و بکار می‌گیرد.
    - گردان دوم- عملیات نیرویی مخالف سایبری ارتش را در مراکز آموزش نظامی سراسر جهان انجام می‌دهد.

  - تیپ اطلاعاتی ارتش 780 (Cyber)

## تاریخچه
ارتش توانایی عملیات اولیه سایبری را در اکتبر ۲۰۰۹ با بکارگرفتن نیروهایی از فرماندهی استراتژیک نیروهای ارتش و فرماندهی دفاع موشکی با پشتیبانی NETCOM/9thSC(A) به دست آورد. در ابتدا به نام فرماندهی سایبری ارتش نامیده شد. (ARFORCYBER)
فرماندهی در اول اکتبر، ۲۰۱۰ با نام فرماندهی سایبری ارتش که آن زمان تحت فرماندهی ژنرال ریت آ هرناندز بود تأسیس شد.
طرحهایی برای رفتن این فرماندهی به پایگاه فورت گوردون، در آگوستا، جورجیا، مرکز ارتقاء ارتش سایبری ایالات متحده، سپاه سایبری ارتش ایالات متحده و نیروی مخابرات وجود دارد.

## فرماندهان گذشته
| تاریخ شروع   | تاریخ پایان  | ژنرال فرمانده       |
| ------------ | ------------ | ------------------- |
| اکتبر ۲۰۱۰   | سپتامبر ۲۰۱۳ | ژنرال ریت هرناندز   |
| سپتامبر ۲۰۱۳ | اکتبر ۲۰۱۶   | ژنرال ادوارد کاردون |
| اکتبر ۲۰۱۶   | زمان حال     | ژنرال پل م. ناکاسون |